# Johann Gottfried Bernhold
Johann Gottfried Bernhold (* 17. Juni 1720 in Pfedelbach; † 21. Januar 1766 in Altdorf bei Nürnberg) war ein deutscher Historiker, Hochschullehrer und Dichter.

## Leben und Wirken
Johann Gottfried Bernhold war ein Sohn des Theologen Johann Balthasar Bernhold und dessen Ehefrau Charlotte Juliana von Olnhausen. Johann Gottfried Bernhold kam im Alter von vier Jahren, auf Grund der Berufung seines Vaters an die dortige Universität, nach Altdorf und besuchte dort die Stadtschule. Bereits 1736 wurde Johann Gottfried Bernhold an der Universität Altdorf immatrikuliert und hörte unter anderem die Vorlesungen Nagels, Feuerleins, Kelschs und Schwarzs. 1740 erhielt Bernhold mit seiner Disputation de praeiudiciis promisscue non damnandis den Grad eines Magisters der Philosophie. Im Jahr darauf setzte er sein Studium an der Friedrichs-Universität in Halle fort, er besuchte dort unter anderem Vorlesungen von Baumgarten und Christian von Wolf. Im Frühjahr 1743 unternahm Bernhold mit zwei Nürnberger Patrizierbrüdern eine Reise in die Niederlande, in Utrecht verweilte Bernhold drei Monate. Über Lüttich, Aachen, Köln und Koblenz kehrte er bis nach Wetzlar zurück, wo er bis Februar 1744 blieb. Dort erreichte ihn die Nachricht über seine Berufung an die Universität Altdorf als Inspektor der Alumnenanstalt und somit kehrte Bernhold in seine Heimatstadt zurück. Nach dem Abgang des Altdorfer Professors Johann Salomo Semler nach Halle, trat Bernhold im Februar 1753 dessen Professur für Geschichte an. Im selben Jahr verheiratete er sich mit Eleonora Regina Deinlein († 14. Dezember 1764), einer Tochter des Juristen Georg Friedrich Deinleins. Das Paar hatte eine Tochter, die 1780 den Nürnberger Stadtgerichtsconsulenten Conrad Deinzer heiratete.
Bernhold war vier Jahre lang (seit 1754) Dekan der philosophischen Fakultät und im Jahr 1764 Rektor der Universität. Des Weiteren unterrichtete er Studenten – neben Geschichte – auch in der englischen Sprache; Bernhold konnte seine Englischkenntnisse in Utrecht deutlich verbessern, da er dort bei einem gebürtigen Engländer studiert hatte.
Bernhold war Ehrenmitglied der Altdorfischen Deutschen Gesellschaft sowie der Lateinischen Gesellschaft in Jena. Er betätigte sich auch in der Dichtkunst, es sind zahlreiche handschriftliche Gedichte von ihm überliefert und zwei seiner Dramen im Druck erschienen.
Johann Gottfried Bernhold verstarb drei Jahre vor seinem Vater, über der Bearbeitung Johann David Köhlers Deutscher Reichshistorie, die er zu diesem Zeitpunkt bereits zur Hälfte verbessert und mit Zusätzen versehen hatte. Nach Bernholds Tod wurde dessen Überarbeitung von Georg Andreas Will fortgeführt und schließlich von diesem auch herausgegeben.

## Schriften
- Dissertatio de libero arbitrio hominis perfectione. Johann Georg Meyer, Altdorf 1744. (Digitalisat)
- Dissertatio antiquaria de flamine diali eiusque coniuge flaminica. Georg Meyer, Altdorf 1746.
- La Pucelle d’Orleans oder Johanna die Heldin von Orleans. Ein Trauerspiel. Stein und Raspe, Nürnberg 1752. (Digitalisat)
- Irene oder die von der Herrschsucht erstickte Mutter-Liebe. Ein Trauerspiel. Stein und Rapse, Nürnberg 1752. (Digitalisat)
- Sophonisbe, aus dem Englischen in deutsche Verse übersetzt. 1752.
- Vollständiges Register über die XXII. Theile der Köhlerischen Münzbelustigungen. Christoph Weigel, Nürnberg 1764. (Digitalisat)
- Vollständiges Register über die XXII. Theile der Köhlerischen Münzbelustigungen. Zweyter Band. Christoph Weigel, Nürnberg 1765. (Digitalisat)
- Staatsgeschichte von einem Jahrhundert – aus dem Französischen mit fleißiger Prüfung übersetzt. Leipzig 1758.
- Joh. Dav. Köhlers deutsche Reichshistorie – Nach des seligen Verfasser Tod vermehret und bis auf die neuesten Zeiten fortgesetzt. Frankfurt, Leipzig, Nürnberg 1767.